# Премия Auteur (Спутник)
Премия Auteur (англ. Auteur Award) — почётная награда премии «Спутник», присуждаемая Международной пресс-академией в знак признания «индивидуального голоса кинематографистов и их личного влияния на киноиндустрию». Впервые она была вручена Джорджу Клуни 17 декабря 2005 года на 10-й церемонии вручения премии «Спутник».
Трофей, присуждаемый лауреатам, напоминает обычную премию «Спутник», но предназначен для особых достижений, а имя получателя и год выгравированы на основании. Дизайн был разработан далматинским скульптором Анте Мариновичем.

## Лауреаты

### Премия Auteur
| Год  | Получатель          | Причина                                                                                             |
| ---- | ------------------- | --------------------------------------------------------------------------------------------------- |
| 2005 | Джордж Клуни        | За его работу над фильмом «Доброй ночи и удачи» и его «многообещающее будущее в кинопроизводстве»   |
| 2006 | Роберт Олтмен       | За его дальновидную работу в качестве кинематографиста                                              |
| 2007 | Джулиан Шнабель     | За его работу над фильмом «Скафандр и бабочка»                                                      |
| 2008 | Баз Лурман          | За его фирменный размах и стиль кинопроизводства                                                    |
| 2009 | Роджер Корман       | За его фирменный стиль творческих спецэффектов и сюжетов                                            |
| 2010 | Алекс Гибни         | За его работу в качестве режиссёра и продюсера документального кино                                 |
| 2011 | Питер Богданович    | За его работу в кино, а также за его книги о внутренней работе кинопроизводства и кинематографистов |
| 2012 | Пол Уильямс         | За исключительное видение и уникальный художественный контроль над элементами производства          |
| 2014 | Гильермо дель Торо  | За раздвигание границ ужасов, паранормальных явлений и фэнтези                                      |
| 2015 | Мартин Бёрк         | За «лёгкое перемещение между мирами романов, документальных фильмов и кинофильмов»                  |
| 2016 | Роберт М. Янг       | За его «специфическую страсть к кинопроизводству»                                                   |
| 2017 | Том Форд            | За то, что он «резкий, задающий моду модернист»                                                     |
| 2018 | Грета Гервиг        | За то, что она «мультиталантливая сценаристка/актриса/режиссёр»                                     |
| 2019 | Райан Куглер        | За «творческое видение и уникальное мастерство»                                                     |
| 2020 | Эдвард Нортон       | За его работу над фильмом «Сиротский Бруклин»                                                       |
| 2021 | Эмеральд Феннел     | За её работу над фильмом «Девушка, подающая надежды»                                                |
| 2022 | Лин-Мануэль Миранда | За исключительное видение и уникальный художественный контроль над элементами производства          |
| 2023 | Мартин Макдона      | За его работу над фильмом «Банши Инишерина»                                                         |
| 2024 | Йоргос Лантимос     | За его работу над фильмом «Бедные-несчастные»                                                       |
| 2025 | Ф. Хавьер Гутьеррес | За исключительное видение и уникальный художественный контроль над элементами производства          |

### Премия за особые достижения
До 2005 года МПА награждала выдающихся профессионалов индустрии развлечений премией за особые достижения. Последняя премия за особые достижения была вручена в 2004 году Питеру Динклэйджу «За его выдающийся талант».
| Год  | Получатель      | Причина |
| ---- | --------------- | --- |
| 2000 | Дэйл Олсон      | Первый публицист, получивший почётную премию «Спутник»                                                                    |
| 2002 | Меир Фенигштейн | За выдающуюся преданность делу и приверженность продвижению лучших израильских фильмов на израильском кинофестивале в США |
| 2004 | Питер Динклэйдж | За выдающийся талант |